# Andouillé
Andouillé – miejscowość i gmina we Francji, w regionie Kraj Loary, w departamencie Mayenne.
Według danych na rok 1990 gminę zamieszkiwało 1926 osób, a gęstość zaludnienia wynosiła 53 osób/km² (wśród 1504 gmin Kraju Loary Andouillé plasuje się na 312. miejscu pod względem liczby ludności, natomiast pod względem powierzchni na miejscu 178.).